# Spirit (band)

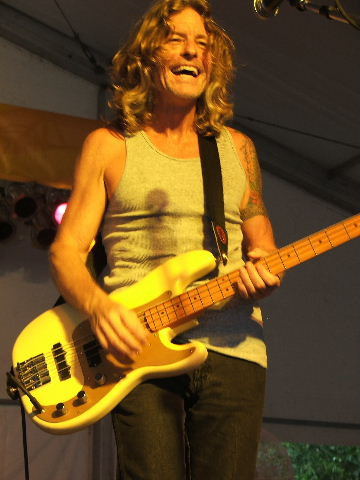
Mark Andes

Spirit was een rockband uit Californië. De groep werd opgericht in 1967 en bestond toen uit gitarist Randy California, zijn stiefvader drummer Ed Cassidy, zanger Jay Ferguson, bassist Mark Andes en toetsenist John Locke. 

## Voorgeschiedenis
California, Ferguson en Andes speelden in 1964 al samen in The Red Roosters, waarvan ook Mike Fondalier deel uitmaakte. De band trad regelmatig op in the Ash Grove, een populaire club waarvan Randy's oom Ed Pearl de eigenaar was. In 1965 verscheen Ed Cassidy in beeld, een ervaren jazzdrummer die kort daarvoor met Ry Cooder en Taj Mahal in de jazzband Rising Sons had gespeeld. Cassidy trouwde met Bernice Pearl, de moeder van Randy. Wanneer Cassidy in 1966 met zijn vrouw en stiefzoon naar New York vertrekt, betekent dit het einde van The Red Roosters. De andere leden gaan verder als Western Union. Randy, die toen nog Craig Wolfe heette, speelde in New York korte tijd bij de band Tangerine Puppets, waarvan op dat moment ook Walter Becker (later een van de kernleden van Steely Dan) lid was, die later zou verklaren veel van Randy's gitaarspel te hebben geleerd. Korte tijd later raakte Randy bevriend met Jimmy James (later bekend als Jimi Hendrix) en werd lid van diens band Jimmy James and the Blue Flames. Jimmy noemde hem voortaan Randy California, ter onderscheid van de andere Randy (Palmer) in de band die Randy Texas werd genoemd. Wanneer Jimmy gevraagd wordt om met zijn band naar Engeland te komen wordt de dan pas 15-jarige Randy door zijn moeder verboden mee te gaan. Korte tijd daarna keerden Randy's moeder, Cassidy en Randy terug naar Los Angeles. Cassidy en California vormden nu de band Spirits Revellious, met daarin onder meer toetsenist John Locke. Spoedig sloten Mark Andes (die korte tijd in Canned Heat speelde) en Jay Ferguson zich bij de groep aan. De naam van de band werd verkort tot Spirit.

## Spirit 1
In de oorspronkelijke bezetting werden vier albums opgenomen, waarvan de eerste drie werden geproduceerd door Lou Adler. Het eerste, eenvoudig Spirit geheten, bevat een voor die tijd unieke combinatie van jazz, rock, blues en psychedelica. In recensies wordt het smaakvolle en ingetogen gitaarspel van California geroemd. Op het tweede album, The Family that Plays Together, verdwijnen de jazzinvloeden meer naar de achtergrond en treedt de rock meer op de voorgrond. In de Verenigde Staten heeft de groep een hit met het nummer I Got a Line on You. Het derde album, Clear, wordt als het meest onsamenhangende van de vier beschouwd en bevat onder meer een aantal instrumentale nummers die geschreven werden voor Jacques Demy's film The Model Shop. Hoewel het album verder nog een aantal sterke nummers bevat, wordt duidelijk dat muzikale meningsverschillen de groep beginnen op te breken. Nog een album wordt opgenomen, dit keer geproduceerd door David Briggs: Twelve Dreams of Dr.Sardonicus, dat als het absolute meesterwerk van de band wordt beschouwd, maar ondanks lovende recensies geen commercieel succes is. Jay Ferguson en Mark Andes verlaten Spirit en richten Jo Jo Gunne op, een band die minder complexe rockmuziek speelt en een hit heeft met het nummer Run, Run, Run. Vervolgens stapt ook California uit de groep.
Spirit ging niet alleen ten onder aan interne meningsverschillen, maar ook aan teleurstelling over het uitblijven van de grote doorbraak. Een gemiste kans hierbij was het 
Woodstock Festival, waarvoor de groep gevraagd was. Het management gaf echter de voorkeur aan een tournee ter promotie van Clear en sloeg het aanbod af.
Cassidy en Locke gaan verder onder de naam Spirit, samen met de broers Al en Chris Staehely, waarmee het album Feedback wordt opgenomen. Het is geen slechte plaat, maar doordat de Staehely's de meeste nummers schrijven klinkt het niet als Spirit. Deze bezetting is geen lang leven beschoren. Uiteindelijk verlaten Cassidy en Locke de band; Cassidy wordt korte tijd vervangen door Cozy Powell. De gebroeders Staehely laten hierna de naam Spirit vallen.

## Spirit 2
In 1975 werd Spirit heropgericht door California en Cassidy; tegen hoge kosten konden de rechten op het gebruik van de naam Spirit teruggekocht worden van de Staehely's. De nieuwe Spirit is eigenlijk een nieuwe band met een grotendeels nieuw geluid, waarin de gitaar de hoofdrol speelt en waarin andere bandleden komen en gaan. In de meeste bezettingen is Spirit voortaan een powertrio. De jazzinvloeden van de originele band ontbreken voortaan. Nadat een optreden van Ten Years After, waarvoor Spirit het voorprogramma zou verzorgen, wordt afgelast, besluit California het optreden tegen een lagere entreeprijs te laten doorgaan, maar nu als hoofdact: een groot succes en uit de opbrengst kon het dubbelalbum Spirit of 76 worden bekostigd, dat nog in 1975 verscheen. Dit dubbelalbum is meteen het beste werk van deze nieuwe Spirit. Op dit album werkt California zijn fascinatie voor het Urantiaboek uit. Verder bevat de plaat een aantal sterke covers, onder andere van nummers van Bob Dylan.
Vergeleken met Spirit of 76 is de opvolger Son of Spirit teleurstellend. In 1976 komt de oorspronkelijke band, Ferguson uitgezonderd, maar aangevuld met Matt Andes (Marks broer) als tweede gitarist, weer bij elkaar en wordt Farther Along opgenomen, wederom een sterke plaat. Later dat jaar, op 28 augustus, treedt Spirit zelfs in de originele bezetting op. Tijdens dit optreden betreedt Neil Young op uitnodiging van Locke het podium om er vervolgens door een woedende Randy weer te worden afgeduwd. Hiermee is de reünie ten einde en California en Cassidy gaan samen verder. Ze brengen in 1977 Future Games uit, waarschijnlijk een van de merkwaardigste platen uit de geschiedenis van de popmuziek. Sommige nummers eindigen binnen enkele seconden, nadat ze zijn begonnen of worden abrupt afgebroken en worden afgewisseld met geluidsfragmenten uit Star Trek. Het album Potatoland, waaraan California sinds 1974 werkte, wordt pas in 1981 in een sterk uitgeklede vorm uitgebracht. 
In 1984 volgt een reünie van de volledige originele band. Het album Spirit of '84 / The Thirteenth Dream bevat vooral nieuwe versies van oude nummers en valt ook bij de trouwe fans niet in de smaak. Randy California is inmiddels bezig met een solocarrière en treedt aan het einde van de jaren 80 op met andere gitaarlegenden tijdens de succesvolle Night of the Guitar tournee door Europa.  Aangespoord door dit succes richt California Spirit weer op, waarin wederom alleen hij en Cassidy vaste leden zijn. Er wordt nog een aantal albums van wisselende kwaliteit opgenomen waarin blues steeds meer op de voorgrond treedt. Het laatste reguliere album is California Blues, waarop vooral de zang van Rachel Andes, dochter van Matt Andes, opvalt, samen met bijdragen van Robby Krieger en Spencer Davis. Het doek voor Spirit valt definitief in 1997. California redt zijn zoon van de verdrinkingsdood, maar verdwijnt zelf in de golven. Pogingen van Cassidy om verder te gaan als Spirit Revisited worden door de moeder van Randy, Cassidy's ex-vrouw, die de rechten op de naam Spirit bezit, gedwarsboomd. Onder de naam Spirit verschijnen daarna postuum nog enkele cd's met daarop vooral solo-opnamen van California.

## Invloed
Hoewel de band nooit grote bekendheid  genoot, heeft Spirit duidelijk invloed gehad op het werk van andere bands en artiesten. Een aantal voorbeelden zijn:
- Led Zeppelin - Stairway to Heaven; de intro is gekopieerd van of lijkt geïnspireerd door Taurus, een instrumentaal nummer van het eerste Spirit-album. In 2014 werd hierover in Californië door de rechtverkrijgenden van Spirit een rechtszaak aanhangig gemaakt Led Zeppelin.
- Pink - Feel Good Time; dit nummer is grotendeels een cover van Fresh Garbage, eveneens van het eerste Spirit-album.